# 毛叶蓝钟花
毛叶蓝钟花（学名：Cyananthus petiolatus）为桔梗科蓝钟花属的植物，为中国的特有植物。分布于中国大陆的云南、四川等地，生长于海拔3,500米至4,000米的地区，多生长在山坡草地和岩石缝中，目前尚未由人工引种栽培。